# Tan Wee Kiong
Tan Wee Kiong (Muar, 21 de maio de 1989) é um jogador de badminton malaio, medalhista olímpico e especialista em duplas.

## Carreira
Tan representou seu país nos Jogos Olímpicos de Verão de 2016, conquistando a medalha de prata nas duplas masculinas ao lado de Goh V Shem.